# پرده‌دارها
پرده‌دارها (نام علمی: Cortinarius) نام یک سرده از خانواده قارچ‌های پرده‌دار است.